# Discurso de George W. Bush na sessão conjunta do Congresso em setembro de 2001

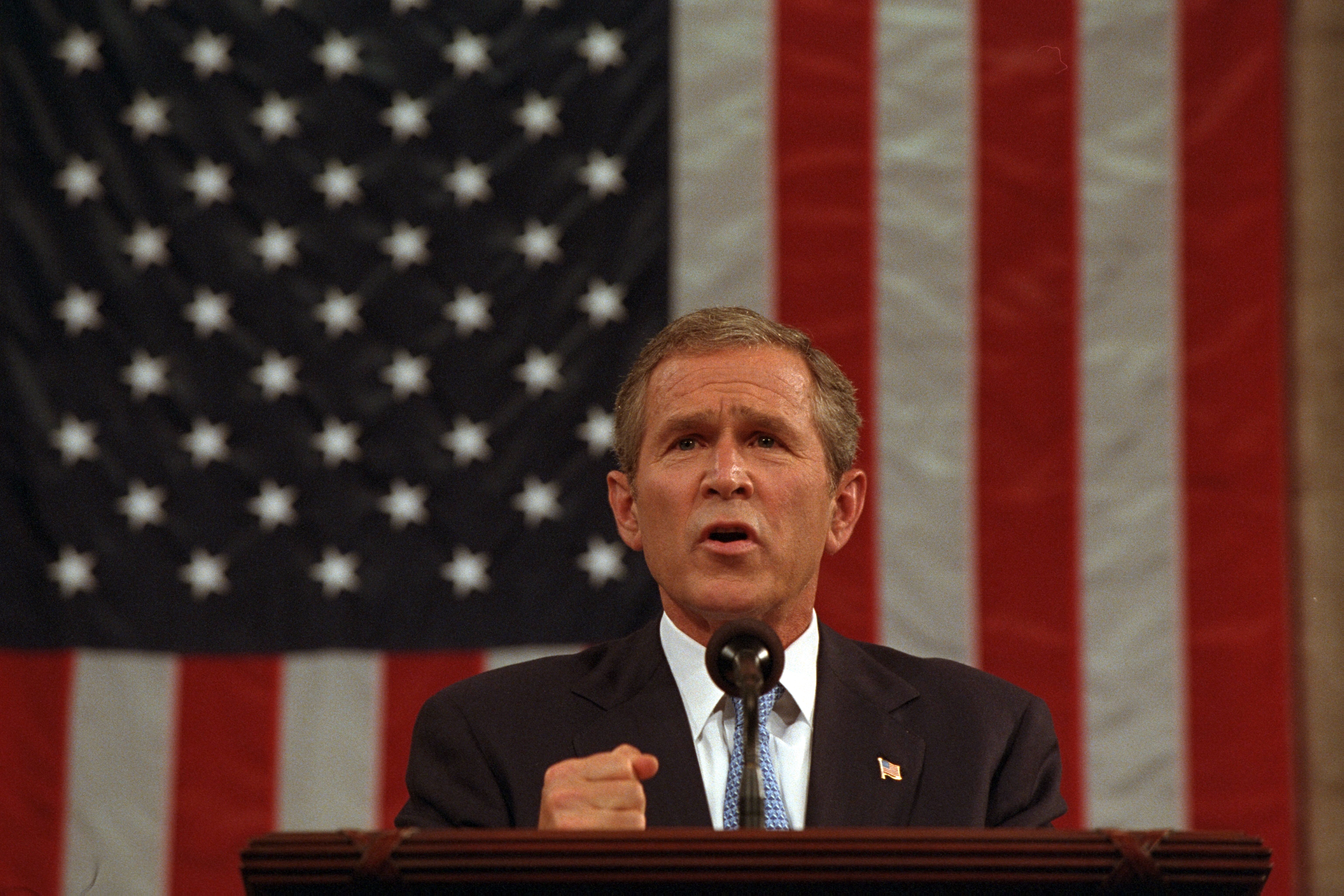
Bush fazendo o discurso

George W. Bush, o 43º Presidente dos Estados Unidos, anunciou a investigação em um discurso proferido em uma sessão conjunta do 107.º Congresso dos Estados Unidos em 20 de setembro de 2001, após os ataques coordenados de 11 de setembro. Foi considerado um dos eventos mais importantes durante seu primeiro mandato (2001–2005) e demonstrou suas políticas futuras para lidar com os perigos que os Estados Unidos enfrentavam naquela época, representados pelo terrorismo e armas de destruição em massa. Presente estava o primeiro-ministro britânico Tony Blair, que expressou sua solidariedade. Em 7 de outubro de 2001, uma coalizão liderada pelos militares dos Estados Unidos iniciou uma invasão ao Afeganistão que levaria à derrubada do governo do Talibã. O presidente descreveu a guerra que se aproximava como uma batalha entre o bem e o mal. O discurso é considerado um anúncio do início da guerra global contra o terrorismo.

## Visão geral
Bush condenou as ações do "regime Talibã", dizendo que ele "não apenas oprime seus próprios cidadãos, mas também ameaça pessoas em todos os lugares, pois patrocina, abriga e fornece terroristas, e auxilia e incentiva assassinatos". Ele exigiu a entrega dos líderes da Al-Qaeda.